# 萬榮華
萬榮華（英語：Edward Band，1886年1月7日—1971年3月22日），本名愛德華·本德，英國伯肯黑德人。英國長老教會傳教士，1914年擔任台南長老教中學校（今長榮中學）校長，任內將英式足球引進校園，是台灣足球運動的先驅。

## 生平
萬榮華在1886年1月7日出生於英國伯肯黑德。曾獲劍橋大學皇后學院數學學位，也曾擔任該大學的足球隊長。1908年在韋斯敏斯德神學院研究神學，後於母校伯肯黑德中學任教一年，之後因立志要當傳教士，在英國長老教會國外宣道會工作，教會因台南急缺傳教人手，派他來到該地任職。
萬榮華於1912年11月17日抵達台南，1914年擔任長老教中學校校長。任內學生人數從1914年的60人、到1924年成長到202人。其將英式足球運動引進校園，除組織足球隊外，也常在課餘時間教學生踢球，很快便帶動了全校的足球風氣。當時校隊參加比賽屢獲勝利，還於1940年代表台灣進軍甲子園，名震一時。曾於臺灣日治時期擔任足球隊隊員的郭榮彬回憶：「當時不只一大早踢球，朝會前、下課後、晚飯前、晚飯後，只要有空的時候就會踢球。食堂前有一個花盆，我們常常在晚飯之前，拿著軟式的tennis ball（網球）在那邊踢。」萬榮華也曾於1929年11月協助「日本體育聯盟」成立「台灣南部蹴球聯盟」，並當選該會第一任聯盟長兼評議員。
足球隊每次參加比賽前，萬榮華一定會說：「Do your best！」而當隊員聽到「萬校長來了！」時，士氣必定會大振，打球打得特別起勁。萬榮華也透過校外比賽拓展足球風氣，1930年11月就曾邀請英國海軍軍艦上的水手與長榮比友誼賽，此外也會在畢業旅行時安排學生與當地的中學比賽。
1934年由日人加藤長太郎接任校長，加藤接任後，贈予萬榮華名譽校長之頭銜，之後留在學校教導學生英語、聖經，並兼任主持住校學生的宗教活動。其後因日人的反英美運動，英國傳教士在臺備受壓迫，萬榮華於1940年11月22日返英，是最後一位離臺的宣教士。
萬榮華編撰有 《Working His Purpose Out: the History of the English Presbyterian Mission, 1847~1947》（英國長老教會海外傳教百年史）及 《Barclay of Formosa》 （臺灣的巴克禮）。1971年3月22日，萬榮華在英國去世。

## 流行文化
創作者安迪曾在國立臺灣師範大學「台灣歷史漫畫人才培育課程」計畫中創作標題為《萬榮華》的漫畫，講述萬榮華生平故事。